# Jauchzen

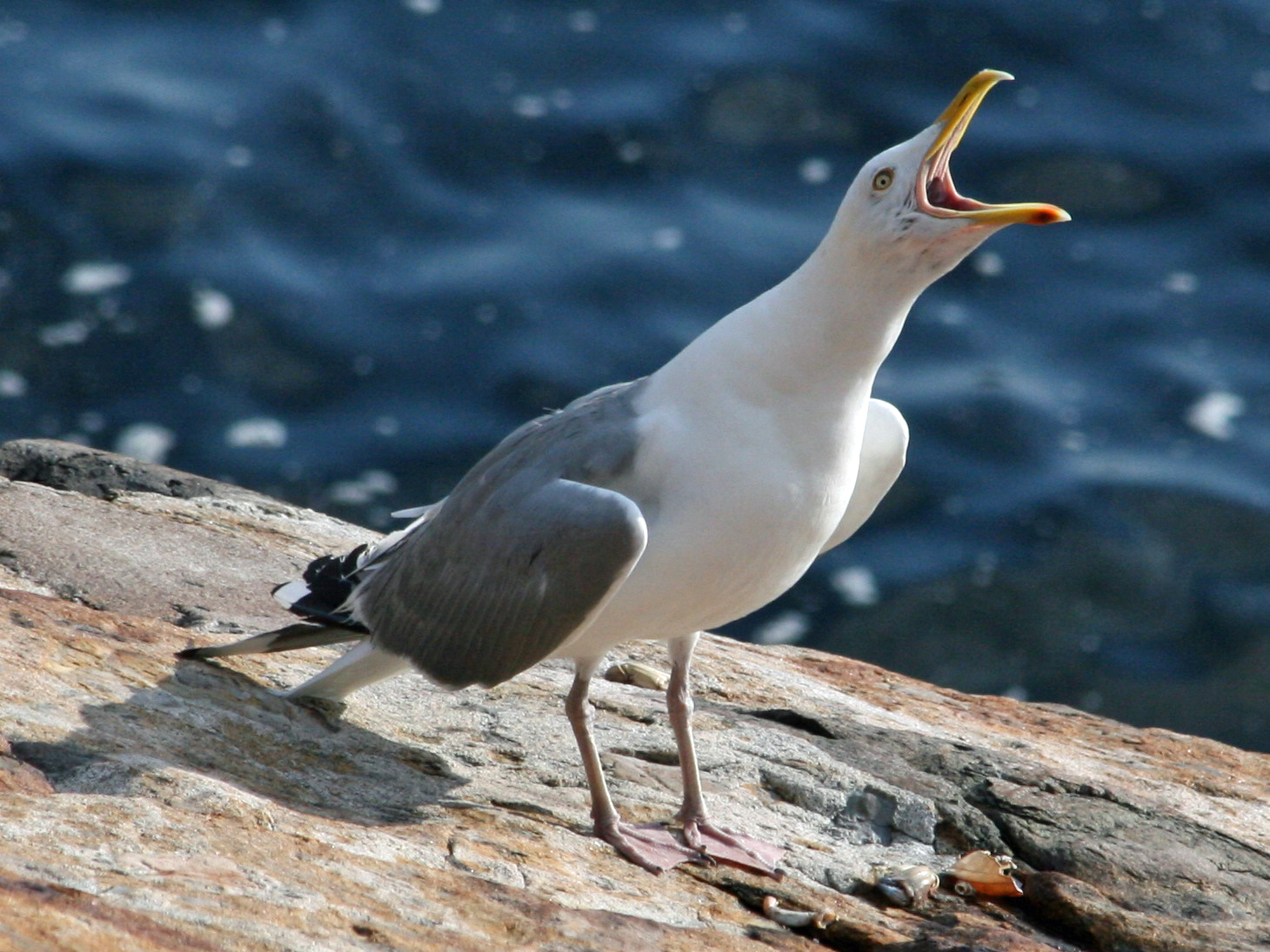
Amerikanische Silbermöwe beim „Jauchzen“

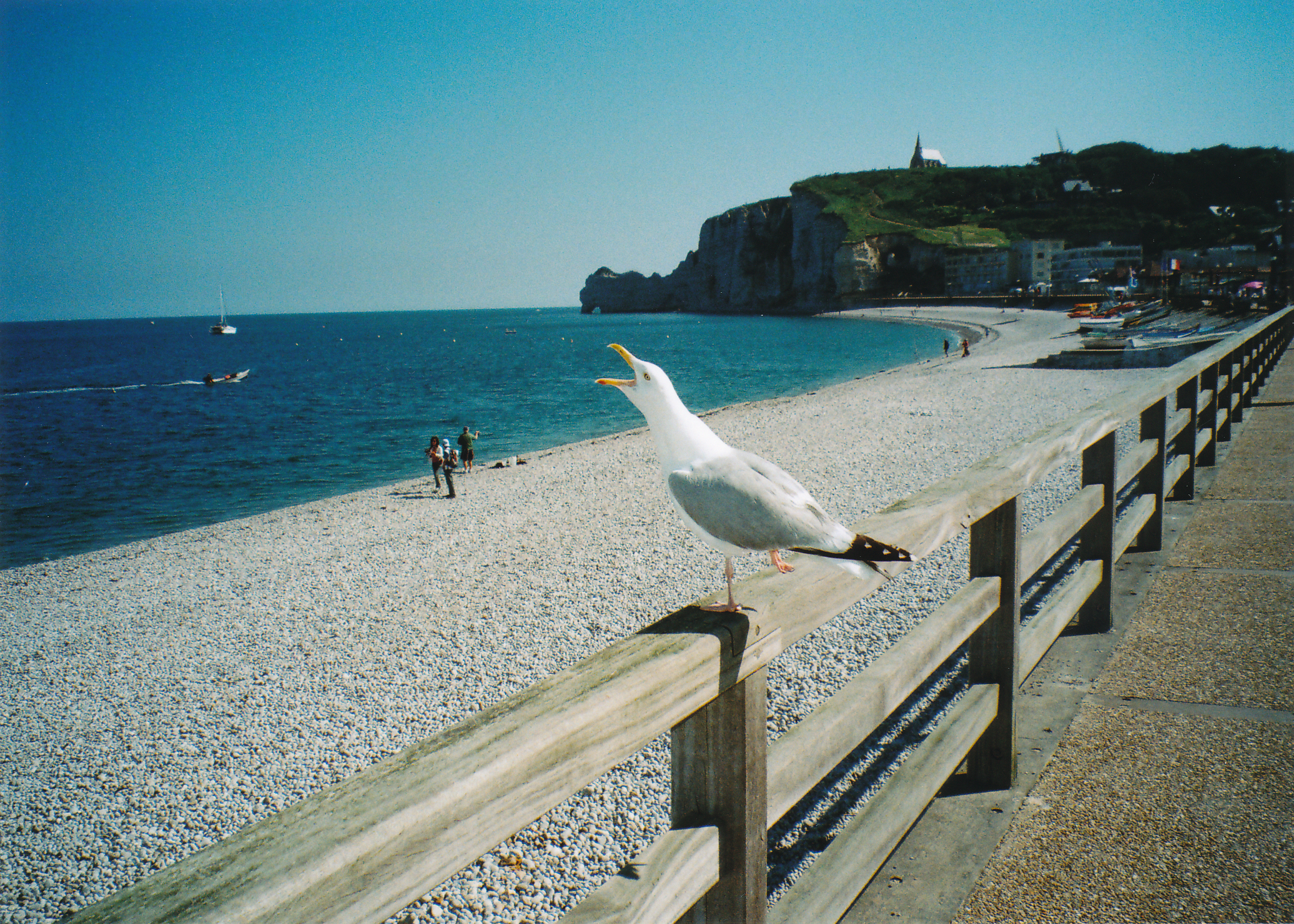
„Jauchzende“ Silbermöwe

Als „Jauchzen“ (engl. long call, trumpeter call oder „the challenge“) bezeichnet man eine sehr typische, lautstarke Rufreihe der Möwen, die oft mit einer Folge von Bewegungen und vorangehenden Lautäußerungen verbunden ist.
Das „Jauchzen“ lässt sich bei der Silbermöwe (Hörbeispiel) etwa mit aau aau au kjiiiau kjau kjau … beschreiben. Bei der Amerikanischen Silbermöwe (Hörbeispiel) ist es im Mittelteil von besonders hohen, gellenden Lauten charakterisiert, was aber auch bei europäischen Silbermöwen der Fall sein kann. Bei der Mantelmöwe (Hörbeispiel) klingt es sehr viel tiefer, bei der Sturmmöwe (Hörbeispiel) sehr hoch. Bei anderen Großmöwen der Gattung Larus, aber auch bei anderen Gattungen, klingt es teils ähnlich, teils sehr artspezifisch, folgt aber jeweils dem gleichen Muster.
Das „Jauchzen“ wird vor allem im Sommerhalbjahr und innerhalb eines Sozialverbands geäußert und drückt Dominanz aus. Es wird sowohl aus dem Flug heraus, als auch von sitzenden Vögeln vorgebracht. In letzterem Fall wird es nicht selten von einem bis drei bellenden Lauten (aau aau au …) eingeleitet, die Abflugintention ausdrücken. Dazu wird der Kopf leicht gesenkt. Dann wird der Kopf stärker herabgesenkt und das einleitende kijj … geäußert. Darauf wird in einem fließenden Übergang der Kopf erhoben und es folgt mit weit geöffnetem Schnabel der zweite Teil der mehrsilbigen Rufreihe … kjau kjau kjau …. Der sitzende Vogel nimmt dabei häufig eine leichte Schrägstellung ein.